# Kana (cantante y modelo)
Kana es una cantante, diseñadora de ropa y modelo japonesa, actualmente utiliza el nombre Moon Kana. Es conocida por su carrera de modelo en la revista "Gothic & Lolita Bible" en la que apareció de forma regular desde sus inicios. Volvió en el año 2000 con el lanzamiento de su primer single "Hebi-ichigo". Lleva lanzados cuatro discos en total y actualmente se encuentra trabajando en nuevas canciones desde el 2008.

## Biografía
Kana mostró interés musical desde temprana edad. Presenció su primer concierto cuando solo tenía 16 años. Luego de eso, trabajó para conseguir un contrato discográfico, sin embargo le tomo dos años que le reconocieran su talento. En el año 2000 se le ofreció un contrato de la discográfica independiente “Teichiku Entertainment”. Bajo esa discográfica Kana lanzó su sencillo debut “Hebi-ichigo”. La canción tenía una melodía bastante pesada mezclada con la inusual voz de ella. El sencillo sirvió para presentarle al mundo su extraña voz, la cual fue y sigue siendo muy criticada. Luego de su debut musical comenzó a aparecer con regularidad en la “Gothic & Lolita Bible”. La revista es asidua de artistas del Visual kei y con regularidad aparecen personalidades como Mana y AYA. Comenzó a modelar sus propias creaciones.
En febrero del 2001 Kana lanzó su segundo sencillo, “Chimame”. La letra fue escrita cuando ella solo tenía 17 años, durante una de sus clases. Tres meses después del lanzamiento sale a la venta su tercer sencillo, “Kuuchuu buranko”. Exactamente un año después sale a la venta su primer álbum: “Doubutsu-teki ningen”. Solamente dos meses después del lanzamiento del álbum saldría a la venta su cuarto sencillo, “Niku”, escrito en celebración de la graduación del colegio.
No se supo mucho musicalmente de ella durante un año, volvería en noviembre del 2002 con su quinto single “Anzen pin” y su primer VHS/DVD titulado “Kokoro no mori”. Dos meses después llegó el lanzamiento de su segundo álbum, “Kikai-teki ningen”. El disco terminó siendo el último lanzamiento de Kana bajo su entonces discográfica. Firmó contrato con “Globule music publishers” por un corto tiempo.
Luego de un año del lanzamiento de su segundo disco, su primer mini-álbum saldría a la venta: “Ningen-teki ningen”. El disco contenía material previo compuesto por Kana. Luego de este lanzamiento cortaría relaciones con Globule music publishers. El tercer álbum llegaría en el año 2005, titulado “Spade”, fue el primer lanzamiento bajo su propia discográfica (Ichigo-SHA). Todas las letras fueron escritas por Kana, la música también fue autoría de ella, los arreglos corrieron por parte de Sakaide Masami.
No mucho se escuchó de Kana hasta el 2006 cuando anunció una gira europea. Protagonizó espectáculos en Francia, Suecia, Inglaterra, Finlandia y Alemania. La gira comenzó el 8 de octubre en “GLAZ’ART” en París, Francia. Este tour duró hasta mediados del año 2007. Llegando a abril Kana comenzó a publicar en su bitácora que se encontraba escribiendo nuevas canciones para un álbum que sería lanzado en julio. El disco terminó siendo lanzado el 3 de julio y se tituló “Tsuki no usagi”.
A mediados del 2008 anunció en su blog que se encontraba trabajando en más canciones para un nuevo disco.

### Tour
- 2012
  - 10 / Concierto "MOON KANA", España : Madrid
  - 10 / Sesión, Austria : España : Madrid
  - 7 / Concierto "MOON KANA", Austria : Wiener Neustadt
  - 7 / Sesión, Austria : Wiener Neustadt
- 2011
  - 10 / Concierto "MOON KANA", España : Madrid
  - 10 / Sesión, España : Madrid
  - 10 / Concierto "MOON KANA", Portugal : Oporto
  - 10 / Sesión, Portugal : Oporto
- 2010
  - 7,8 / Concierto "MOON KANA", Alemania : Bonn (Beethoven Hall)
  - 7,8 / Sesión, Alemania : Bonn
  - 7 / Sesión, Francia : París
  - 4 / LIVE "MOON KANA Bunny LIVE", EUA : Los Ángeles
  - 4 / Sesión, EUA : Los Ángeles
- 2008
  - 2 / LIVE, Tailandia : Bangkok
  - 2 / Sesión, Tailandia : Bangkok
- 2007
  - 12 / a solo live tour "MOON KANA Bunny Tour in Europe",

(Inglaterra : Londres, Francia : París, Estrasburgo, España : Barcelona, Finlandia : Helsinki)
- - 12 / LIVE, Francia : París
  - 7 / a solo live "MOON KANA vip Party", Francia : París
  - 7 / Sesión, Francia : París
  - 2,3 / a solo live tour "MOON KANA Europe Tour",

(Francia : París, Alemania : Munich, Finlandia : Helsinki, Suecia : Estocolmo, October 2006 / LIVE , Francia : París)
- 2006
  - 10 / LIVE , Francia : París
- 2004
  - 3 / a solo live "KANA", Japan : Harajuku (Astro Hall)
- 2003
  - 12 / a solo live "KANA", Japan : Harajuku (Astro Hall)
  - 8 / a solo live "KANA", Japan : Harajuku (Astro Hall)
  - 8 / in store live , Japan : Harajuku (HMV)
  - 7 / in store live , Japan : Shibuya (TOWER RECORDS)
- 2002
  - 12 / a solo live "KANA no Mori", Japan : Shibuya
  - 7 / a solo live "KANA no Mori", Japan : Shibuya
  - 7 / in store live "KANA", Japan : Harajuku (HMV)
  - 1 / LIVE, Japan : akasaka (akasaka BLITZ)
- 2001
  - 9 / in store live , Japan : Shibuya (TOWER RECORDS)
  - 9 / in store live , Japan : Harajuku (HMV)
  - 4 / LIVE, Japan : Shibuya (on air EAST)
  - 6 / a solo live "KANA no Mori", Japan : Shibuya
  - 2 / in store live , Japan : Shibuya (TOWER RECORDS)
- 2000
  - 12 / a solo live "KANA no Mori", Japan : Shibuya
  - 9 - 2 / in store live , all across japan : from Hokkaido to Okinawa (TOWER RECORDS, etc)
- before Debut
  - 4 / a solo live "KANA Doubutsuen", Japan : Shibuya (on air WEST)
  - in store live (101 times), Japan : around Tokyo (TOWER RECORDS and WAVE etc)

June 1998 - September 1999 / LIVE (6 times), Japan : Shibuya, Ebisu and Shimokitazawa

## Discografía

### Álbumes
|   | Nombre                                                                                     | Fecha de lanzamiento     |
| - | ------------------------------------------------------------------------------------------ | ------------------------ |
| 1 | Doubutsu-teki ningen (Animal como un humano) - Sello discográfico: Teichiku entertainment. | 21 de septiembre de 2001 |
| 2 | Kikai-teki ningen (Máquina como un humano) - Sello discográfico: Teichiku entertainment.   | 26 de septiembre de 2002 |
| 3 | Spade (Picas) - Sello discográfico: Ichigo-SHA.                                            | 3 de febrero de 2005     |
| 4 | Tsuki no usagi (Conejo lunar) - Sello discográfico: Ichigo-SHA.                            | 3 de julio de 2007       |
| 5 | Moon Dragon - Sello discográfico: Daiki Sound.                                             | 20 de abril de 2010      |

### Mini álbumes
| # | Nombre                                                                                     | Fecha de lanzamiento |
| - | ------------------------------------------------------------------------------------------ | -------------------- |
| 1 | Ningen-teki ningen (Humano como un humano) - Sello discográfico: Globule music publishers. | 23 de julio de 2003  |

### Sencillos
| # | Nombre                                                                          | Fecha de lanzamiento     |
| - | ------------------------------------------------------------------------------- | ------------------------ |
| 1 | Hebi-ichigo (Serpiente-fresa) - Sello discográfico: Teichiku entertainment.     | 21 de septiembre de 2000 |
| 2 | Chimame (Blíster de sangre) - Sello discográfico: Teichiku entertainment.       | 21 de febrero de 2001    |
| 3 | Kuuchuu buranko (Swing del cielo) - Sello discográfico: Teichiku entertainment. | 23 de mayo de 2001       |
| 4 | Niku (Carne) - Sello discográfico: Teichiku entertainment.                      | 21 de noviembre de 2001  |
| 5 | Anzen pin (Pin de seguridad) - Sello discográfico: Teichiku entertainment.      | 24 de julio de 2002      |

## Otros datos sin interés
- Kana tiene un gato llamado Momo ("melocotón").
- Su panda favorito se llama Toraboruta, tiene otro de nombre Miika (la madre de Kana también se llama así).
- Su primer concierto fue a los 16 años.
- Su guitarra se llama Murayama-san.
- Kana escribió la letra de Chimame, su segundo sencillo, cuando tenía 17.
- En el 2006, "momojo DOLL" comenzó a colaborar con Kana en un proyecto de dos muñecas basadas en ella. Incluían una muñeca de 27 centímetros y otra de 9. Las muñecas se vendían juntas. En las primeras ediciones traían puesto un vestido blanco y negro, y en la segunda edición, lanzada en junio, venían con un vestido totalmente roto.
- La familia de Kana consiste de su padre, su madre Miika y su hermano Daichi. Sus padres están separados y mantiene más contacto con su madre. Su hermano apareció con Kana en varias fotos.